# Tomie (manga)
Tomie (富江 ()) egy japán horror mangasorozat, amelyet Itó Dzsundzsi írt és illusztrált. Tomie volt Ito első publikált műve, amelyet eredetileg 1987-ben küldött be a Monthly Halloween című sódzso magazinba, amellyel elnyerte a Kazuo Umezu díjat.
A mangát egy 8 részből álló élőszereplős filmsorozattá alakították, 1999-ben megjelent antológiai televíziós sorozatként, és a szolgáltatás leállítása előtt streaming televíziós sorozatot fejlesztettek ki a Quibi számára.

## Cselekmény
A manga a címzetes karakterre összpontosít: egy Kavakami Tomie nevű, titokzatos, gyönyörű nőre, akinek hosszú, egyenes fekete haja van és egy anyajegye a bal szeme alatt.
Tomie hasonló tulajdonságokkal rendelkezik, mint egy succubus, és egy ismeretlen erővel rendelkezik ami lehetővé teszi, hogy bárkibe beleszeressen. Pusztán jelenlétével, vagy pszichológiai és érzelmi manipulációval féltékeny dühbe taszítja ezeket az embereket, amelyek gyakran brutális erőszakos cselekményekhez vezetnek. A férfiak megölik egymást őmiatta, és a nőket is az őrület kergeti - bár vannak olyanok, akik elég erősek ahhoz, hogy ellenálljanak neki. Tomie-t óhatatlanul újra és újra megölik, hogy újjáéledjen és átkát terjessze más áldozatok számára, ezzel gyakorlatilag halhatatlanná téve őt. Eredetét soha nem magyarázzák meg, bár a sorozat néhány idősebb embere azt sugallja, hogy már jóval a manga eseményei előtt létezett; a Boy-ban kiderül, hogy gyermekkora óta ismeri leendő tanárát, Takagi Szatorut.
Minden történet különféle karaktereket mutat be, amelyek Tomie-val sokféle (gyakran rettenetes) formában találkoznak, némelyiknek saját történetszála van, vagy a későbbi fejezetekben térnek vissza. Tomie regenerációs képességeit (részben a kannibalizmus táplálta) is bemutatják: eltekintve attól, hogy gyorsan felépül a hátborzongató és halálosnak tűnő sebekből, képes klónozni magát azzal is, hogy testének bármely részéből természetellenesen csírázik, legyen az levágott végtagok, szervek vagy akár kiömlött vére. A sugárzás felgyorsítja gyógyulási / regenerációs folyamatát. Sejtjei egy szervátültetés révén képesek az áldozatot Tomie-vá alakítani. Több karaktert is arra késztetnek, hogy szétdarabolja a holttestét, akaratlanul is lehetővé téve, hogy több Tomie-példány növekedjen és elterjedjen az egész világon. Még a hajtincsei is veszélyesek; belemásznak az áldozata agyába, és átveszik az irányítást felettük, és végül megöli őket, amikor vadul szétterjednek a testben. Az is megmutatkozik, hogy még ha Tomie teste nem sérül meg, teste akkor is megpróbál egy újabb Tomie-t kihajtani neoplazmikus kinövéseken keresztül, általában akkor, amikor érzelmi stressz éri. 
A Photograph történetben bemutatásra kerül, hogy a kamerák képesek az "igazi" formáját megörökíteni, és ez amikor Tomie tudomására jut, kerüli, hogy lefotózzák, habár ez megjelenik a Painter történetben is.
Egyes Tomie példányok azonban nem bírják egymást; az egyiket személyesen megölik, míg mások az általuk elcsábított / rabszolgává tett fiúkon keresztül teszik el láb alól a másik példányt. A tűz az egyetlen ismert módszer egy Tomie végleges megsemmisítésére, bár csak akkor, ha a húsa teljesen szénné égett.
A következő történetszálban, amely előzményként kezdődik, azt mutatja, hogy egy kislány vérinjekcióval természetes módon Tomie-vá nőhet, és öregedhet, ha még nem másolta le önmagát. Az ember, aki ezekért az injekciókért felelős, egy borzasztóan megégett idegen - egykori szupermodell, amelyet egy Tomie megszégyenített a múltjában - és bosszút akar állni azzal, hogy az ilyen "természetes" Tomie-kat időssé és csúnyává teszi. Sikerül egy "Ayaka" nevű Tomie-t egy cementtömbbe zárni Ayaka idősebb nővére segítségével. Ketten aztán sok évig várnak - végtelenül hallva meggyötört kiáltásait -, mielőtt végül széttörnék a tömböt, amikor kiderül, hogy Tomie valahogy meglépett egy apró repedésen keresztül, és látszólagos jajgatása nem más, mint az üreges tömbön átfújó szél.
Kizárólag a Junji Ito Collection DVD-kiadásával megjelent szálban, Tomie: Takeover címmel Tomie találkozik egy testváltásra képes férfival, aki különböző képességeit nehezen tudja kezelni.
Egy négyoldalas crossover szál a Szóicsi Cudzsiival, Souichi Possessed címmel megjelent 2018-ban.

## Kiadás
Tomie az Aszahi Szonorama által került kiadásra, és sorozatként megjelent a Monthly Halloween manga magazinban 1987-től, 2000-ig. Tomie 1996. februárjában egy kötött kötetet kapott, Tomie no kjófu gaka (富江の恐怖 画家; Hepburn: Tomie no kyōfu gaka, ’Tomie of Fear: Painter’) címmel. Két kötet gyűlt össze az Itó Dzsundzsi Kjófu Manga Collection (伊藤潤二恐怖マンガCollection; Hepburn: Itō Jun'ji kyōfuman'ga Karekkushan', ’The Junji Ito Horror Comic Collection’) átfogó sorozatában, a sorozat 1. és 2. köteteként.
Az Aszahi Szonorama 2000 februárjában kiadott egy antológiai kötetet Tomie Zen (富江 (全); Hepburn: Tomie (zen))  címmel. A ComicsOne mindkét kötetet 2001. április 1-jén jelentette meg, átfordított grafikákkal (balról jobbra olvasva).
A második sorozatot Atarasi Tomie (新しい富江; Hepburn: Atarashī Tomie, ’New Tomie’) címmel a Nemukiban jelentették meg, majd egy Tomie Again: Tomie Part 3 (富江Again―富江 Part3) címmel kötött kötetbe gyűjtötték, ami 2001. márciusában jelent meg. Tomie- t újra kiadták az Itó Dzsundzsi Kjófuhakubucukan (伊藤潤二恐怖博物館; Hepburn: Itō Junji Kyōfuhakubutsukan, ’The Junji Ito Museum of Horror’)  sorozat részeként.   Ezt a verziót két kötetben is kiadták az eredetileg a Tomie Again-ben megjelent fejezetek hozzáadásával. A Dark Horse Comics kiadta ezt a verziót az eredeti jobbról balra formátumban.
Az Aszahi Szonorama 2011. január 20-án az Itó Dzsundzsi Kesszakúsú (伊藤潤二傑作集; Hepburn: Itō Junji Kessaku-shū, ’Junji Ito Masterpiece Collection’)  részeként két kötetben újra kiadta a mangát.
A Viz Media 2016. március 26-án jelentette be licencét a sorozatra. A Gyo és Uzumaki kiadásaikhoz hasonlóan egyetlen keményfedelű kötetként jelentették meg.

## Adaptációk
Tomie-t adaptálták az 1999 és 2011 között megjelent japán horrorfilmek sorozatába. Jelenleg kilenc film van a sorozatban.
A filmeknek sikerül újraalkotniuk a manga hangulatát. A legtöbb manga-történet az éjszakai sötétben fordul elő a kísérteties érzése miatt, és a filmek általában követik ezt a példát.
Két részt adaptáltak a Junji Ito Collection-hoz.
Tomie szexualitása a filmekben kételyesebb. A mangában úgy tűnik, hogy Tomie más emberek iránti attitűdje vékonyan leplezett ellenségeskedés és egyenesen gyilkos düh között mozog (hacsak nem profitál belőlük), míg a filmbéli verzió a nők mellett a férfiakat is elcsábítja.
2019 júliusában Alexandre Aja bejelentett egy tervezés alatt álló Tomie internetes televíziós sorozat adaptációt a Quibi számára, együttműködve a Sony Pictures Televisionnal és a Universal Content Productionszszal, aminek David Leslie Johnson-McGoldrick az írója és producere, és Sirota Hiroki a mellékproducere. 2020 júliusában bejelentették, hogy Adeline Rudolph alakítja Tomie-t. 2020 októberében bejelentették, hogy a Quibi 2020. december 1-jén leáll, és emiatt kérdéses lesz a sorozat sorsa.

## Fogadtatás
Ito Dzsundzsi megnyerte az 1989-es Kazuo Umezu díjat a Tomie-n való munkájáért. Azóta a mangának kultusza lett, és a rajongók és a kritikusok egyaránt általában dicsérik.

## Fordítás
Ez a szócikk részben vagy egészben  a   Tomie című angol Wikipédia-szócikk ezen változatának fordításán alapul.  Az eredeti cikk szerkesztőit annak laptörténete sorolja fel. Ez a jelzés csupán a megfogalmazás eredetét és a szerzői jogokat jelzi, nem szolgál a cikkben szereplő információk forrásmegjelöléseként.